# Саурган
Саурга́н (также Соурга, Соурва, Саурган-чохрак; укр. Саурган, крымскотат. Savurğan, Савургъан) — источник в Крыму, у южного подножия вершины Эклизи-Бурун Чатыр-Дага, на территории городского округа Алушта.

## Название
Название Саурган-чохрак введено в оборот Николаем Головкинским в «Путеводителе по Крыму» 1894 года, вариант Соурга встречается материалах Партии Крымских Водных изысканий 1915 года. Соурва и Саурган приведены в путеводителе «Чатыр-Даг» 1975 года. В настоящее время на картах употребляется название Саурган.
В переводе с крымскотатарского языка название означает «веящий», «провеивающий» (крымскотат. savurmaq — веять, очищать от мякины и сора провеиванием, savurğan — провеивающий).

## География
Родник расположен на поляне Саурган у подножия вершины Эклизи-Бурун Чатыр-Дага, на высоте 951 м над уровнем моря. В «Источниках горной части Крымского полуострова» родник описан, как начало одной из безымянных балок, впадающих в реку Сафун-Узень, там же приведён дебит на октябрь 1914 года — 17280 и в сентябре 1915 года — 11520 вёдер в сутки (около 2 л/сек). В путеводителе «Чатыр-Даг» родник указан. как исток реки Сафун-Узень.